# Hofstad Tooneel
Het Hofstad Tooneel was een Nederlands toneelgezelschap van Cor van der Lugt Melsert, dat bestond van 1917 tot 1923. Het gezelschap kende toneelspelers als Ko Arnoldi, Fie Carelsen, Mary Dresselhuys, Annie van Ees, Theo Frenkel, Fien de la Mar, Else Mauhs, Tilly Lus, Cor Ruys en Dirk Verbeek.

## Geschiedenis
Van der Lugt Melsert was vanaf 1913 verbonden aan de Die Haghespelers van Eduard Verkade. Toen Verkade in mei 1917 zijn taak neerlegde, richtte Van der Lugt Melsert de N.V. Het Hofstad Tooneel op. Omdat het gezelschap de eerste jaren niet op subsidie kon rekenen, werd een aandelenemissie van vijfduizend gulden uitgeschreven. Slechts met moeite wist de N.V. de aandelen te plaatsen. In oktober 1917 vond de openingspremière plaats in de Princesse Schouwburg in Den Haag met De tuin der droomen van Nico van Suchtelen. Van der Lugt Melsert programmeerde veel stukken van Nederlandse toneelschrijvers. In 1918 kreeg hij een oorkonde uitgereikt door tien Nederlandse schrijvers van wie hij in het eerste seizoen een stuk had gespeeld.
Van der Lugt Melsert werd in 1920 tevens verbonden aan het Rotterdamsch Tooneel. Het slechte schouwburgbezoek uit die tijd was er voor de twee gezelschappen aanleiding toe om in 1923 te fuseren tot het Vereenigd Rotterdamsch-Hofstad Tooneel.